# Пекло в піднебессі (фільм, 1974)
«Пекло в піднебессі» (англ. The Towering Inferno) — американський трилер, художній фільм 1974 року режисера Джона Гіллерміна, знятого на основі романів «Вежа» Річарда Мартіна Штерна та «Скляне пекло» Томаса Скортія і Френка М. Робінсона.

## Сюжет
У Сан-Франциско має відбутися відкриття найвищої будівлі — скляної вежі. На 135 поверсі у танцювальному залі на бенкет зібралися сотні людей. Однак, через несправність електричних мереж, у допоміжному приміщенні на 81-му поверсі виникає пожежа, яка відрізає шляхи евакуації для всіх присутніх. Героїчні дії пожежників не дають результату. Чи вдасться архітекторові Дагові Робертсу (Пол Ньюман) та керівникові п'ятого пожежного батальйону Майклові О'Галлорену (Стів Макквін) опанувати ситуацію?

## Ролі виконують
- Стів Макквін — Майкл «Майк» О'Галлорен, керівник п'ятого батальйону
- Пол Ньюман — Даг Робертс, архітектор
- Вільям Голден — Джеймс «Джим» Данкен, будівельник
- Фей Данавей — Сьюзен Франклін, наречена Дага Робертса
- Фред Астер — Гарлі Клейборн
- Сюзен Фленнері[en] — Лорі
- Річард Чемберлен — Роджер Сіммонс
- Дженніфер Джонс — Лізолетт Мюллер
- О. Джей Сімпсон — Гаррі Джерніган
- Роберт Вон — сенатор Паркер
- Роберт Вагнер — Ден Бігелоу

## Нагороди
- 1975 Премія «Оскар» Академії кінематографічних мистецтв і наук:
  - Премія «Оскар» за найкращу операторську роботу — Фред Коенекамп, Джозеф Френсіс Байрок
  - Премія «Оскар» за найкращий монтаж — Гарольд Ф. Крес, Карл Крес
  - Премія «Оскар» за найкращу музику до фільму — Ал Каша, Джоел Гіршгорн за пісню «We May Never Love Like This Again»
- 1975 Премія «Золотий глобус» Голлівудської асоціації іноземної преси:
  - за найкращу чоловічу роль другого плану — Фред Астер
  - Нова «Зірка року» — акторка[en] — Сюзен Фленнері[en]
- 1975 Премія Давида ді Донателло [2]:
  - за найкращий іноземний фільм — Ірвін Ален
- 1976 Премія BAFTA, Британської академії телебачення та кіномистецтва:
  - за найкращу чоловічу роль другого плану[en] — Фред Астер
  - за найкращу музику — Джон Вільямс